# Rudolf von Stolberg
Rudolf von Stolberg († 27. August 1372 vermutlich in Erfurt) war ein deutscher Geistlicher.
Stolberg stammte vermutlich aus Stolberg am Harz. Mit den Grafen zu Stolberg ist er nicht verwandt und führte ein anderes Wappen.
Rudolf von Stolberg war Dominikaner und wurde am 20. Juni 1351 zum Titularbischof von Constantia in Phoenicia und Weihbischof in Naumburg. Rudolf war 1355 und 1356 Vikar des Bischofs Heinrich IV. von Merseburg, 1359 und 1361 Weihbischof im Erzbistum Köln und seit 1370 im mainzischen Thüringen.